# نايجل كراوتش
نايجل كراوتش (بالإنجليزية: Nigel Crouch)‏ (28 نوفمبر 1958 في المملكة المتحدة - ) هو لاعب كرة قدم بريطاني في مركز الظهير. لعب مع إيبسويتش تاون وكولتشستر يونايتد ولينكولن سيتي أف سي وهارويتش وباركستون ‏ وبرانثام أثليتيك.